# Les Écologistes
Les Écologistes, anteriorment Europa Ecologia-Els Verds (francès: Europe Écologie-Les Verts, EELV) és un partit polític ecologista francès, creat el 13 de novembre de 2010 a partir de la unió de Les Verts amb el moviment de la llista per les eleccions al Parlament Europeu de 2009 Europa Ecologia. Un canvi d'estatuts permeté el reagrupament amb els militants vinguts en el marc de les llistes d'Europa Ecologia de les eleccions europees de 2009 i regionals de 2010. Afirmava tenir 17.371 cooperadors i 14.869 afiliats en el moment de les primàries presidencials organitzada entre juny i juliol de 2011. però el seu nombre ha caigut després.

## Història
Després de les eleccions municipals de 2008, «una petita renaissance» per Cécile Duflot, es compromet una reflexió al si dels Verds per augmentar la influència política dels ecologistes. Daniel Cohn-Bendit proposa llistes obertes per les eleccions de 2009, el CNIR decideix en juny 2008 de permetre al Col·legi executiu explorar aquesta possibilitat i durant la universitat d'estiu dels Verds a Tolosa va te nir lloc un debat sobre una estratègia de concentració de la política ecologista, que es concretà en la tardor del mateix any en la presentació de llistes sota el nom Europa Ecologia a les eleccions europees d'aquell any. El desembre de 2008 l'Assemblea general dels Verds celebrada a Lille va decidir incorporar el partit a la política de concentració ecologista. Els protagonistes de la concentració foren Sandrine Bélier, Jean-Paul Besset, José Bové, Yannick Jadot, Eva Joly i Michèle Rivasi. El resultat obtingut fou inesperat, la tercera posició amb el 16,3% i a unes dècimes de la llista socialista. Els Verds decidiren ampliar la xarxa i renovar-la de cara a les eleccions regionals franceses de 2010. Hi foren candidats Cécile Duflot, Philippe Meirieu, Laurence Vichnievsky, Augustin Legrand o Robert Lion, i van obtenir el 12,5% dels vots, novament en tercera posició.
El Partit Verd i els militants procedents d'Europa Ecologia que no volien adherir-se als verds començaren llavors un treball permanent de renovació política de cara a les eleccions presidencials i legislatives de 2012. L'octubre de 2010 els electes d'Europa Ecologia foren cridats a pronunciar-se sobre els estatuts i el manifest de suport al seu partit, que aprovaren respectivament el 84% i el 90%. A començaments de novembre, els militants d'Els Verds adoptaren pel 85,1% dels vots els nous estatuts.
El llançament oficial de la nova forma del partit, presentat com una força política nova, es va fer al Congrés Constituent de Lió, el 9 de novembre de 2010. Després del discurs de Nicolas Hulot i d'altres personalitats ecologistes s'aprova el nom del partit «Europa Ecologia – Els Verds» (EELV), amb el vot favorable del 53,19% dels militants. Tanmateix es mantenen les tensions entre els antics verds i els nous verds, il·lustrades per la renúncia algunes setmanes me's tard de Jean-Paul Besset a pretendre la total responsabilitat al si d'EELV.
L'11 de desembre de 2010 el Consell federal, nova denominació del CNIR en els nous estatuts, nomena cap el pedagog Philippe Meirieu, cap de llista a les eleccions regionals a Roine-Alps el mateix any, i esdevé primer president del consell federal d'Europa Ecologia – Els Verds, funció nova creada en els nous estatuts del partit.
EELV va prendre part a les eleccions cantonals de 2011 i va obtenir el 8,22% dels vots i es manté com la tercera força d'esquerra, darrere del PS i del Front d'Esquerra. Encara que ambdues organitzacions signaren un acord per les dues voltes, EELV mantingué els seus candidats contra els altres candidats d'esquerra en diversos cantons a la segona volta, cosa que suscitaria tensions. El partit va obtenir finalment 27 electes, 16 més que els elegits pels Verts a les cantonals de 2004.
Als inicis de les primàries ecologistes per a les eleccions presidencials de 2011 Eva Joly fou elegida candidata del partit a les eleccions presidencials franceses de 2012. En el consell federal de 8 de maig de 2012 els quadres dirigents d'EELV votaren per una amplíssima majoria (83,8% dels 200 membres presents) a favor d'una eventual participació en un futur govern d'esquerra.

### Escissió d'Ecologistes!
A finals d'agost de 2015, Jean-Vincent Placé i François de Rugy, presidents del grup ecologista al Senat i copresidents del grup ecologista a l'Assemblea Nacional respectivament, partidaris de la incorporació dels ecologistes al govern de Valls i contraris a una aliança amb el Front d'Esquerra de cara a les eleccions cantonals franceses de 2015, van abandonar el partit provocant una crisi entre els ecologistes, creant un altre moviment, Ecologistes!, així com la coalició Unió de Demòcrates i Ecologistes amb Génération écologie i Front démocrate. Les setmanes següents, diversos càrrecs electes locals també van abandonar Europe Écologie Les Verts (EELV).
El 2 de maig de 2022, La France insoumise i EELV van anunciar que havien arribat a un acord per a les eleccions legislatives i presentar els seus respectius candidats a les eleccions sota el nom Nova Unió Popular Ecològica i Social.

### Les Écologistes
L'octubre de 2022, EELV va absorbir Les Nouveaux Démocrates (LND), una petita formació de centreesquerra de La República en marxa! fundada per Aurélien Taché. El novembre de 2022, una votació del congrés EELV va nomenar Marine Tondelier com a secretària nacional del partit malgrat les crítiques internes, i el 10 de desembre de 2022 va canviar el seu nom a Les Écologistes.
A les eleccions legislatives franceses de 2024 va formar part de la coalició Nou Front Popular formada pels principals partits polítics d'esquerra de França: Les Écologistes, França Insubmisa, el Partit Comunista Francès i el Partit Socialista i les formacions Place publique, Génération·s, Gauche républicaine et socialiste, Nou Partit Anticapitalista i Gauche écosocialiste, que van acordar la distribució del nombre de candidats i un programa polític comú.

## Organització

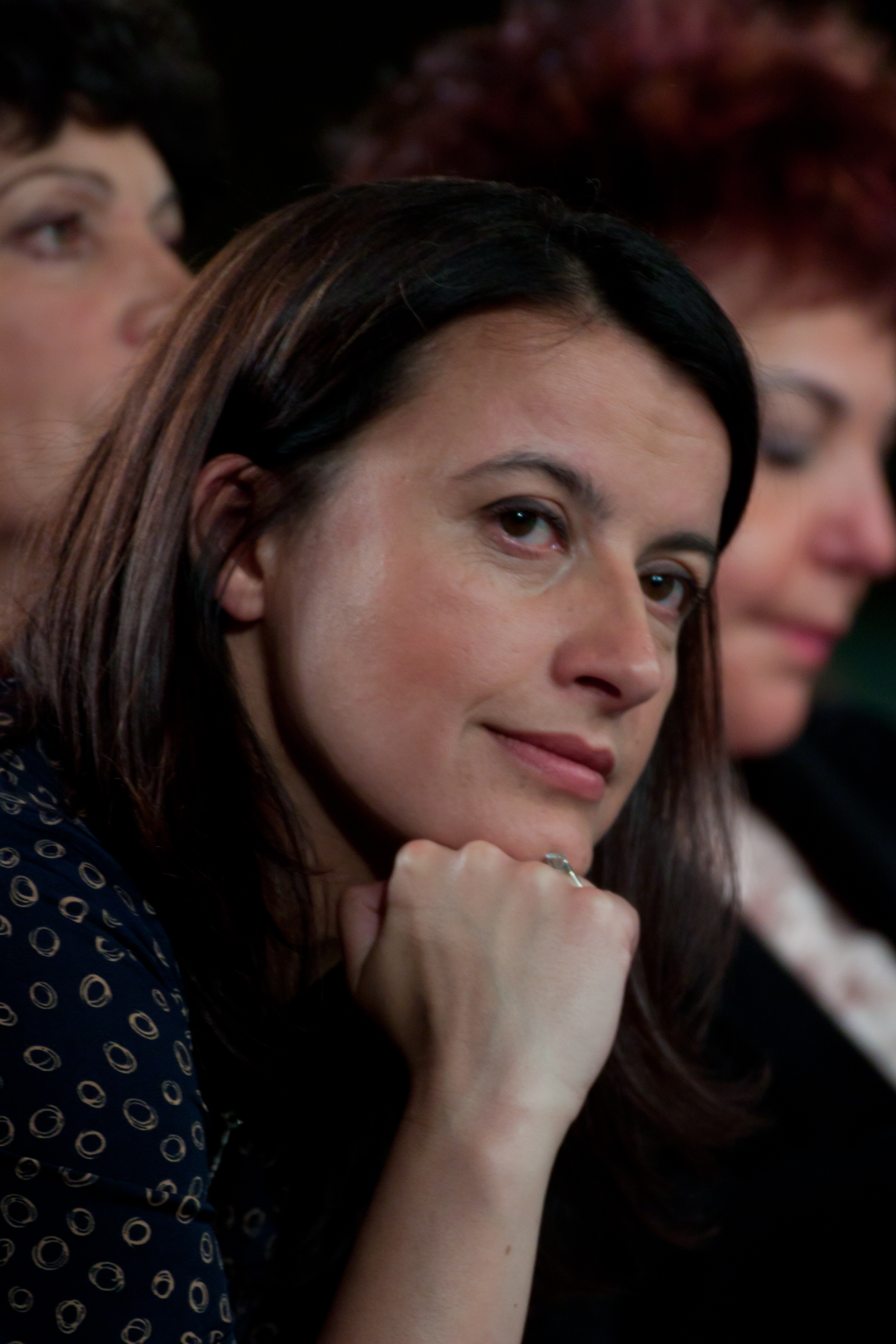
Cécile Duflot.
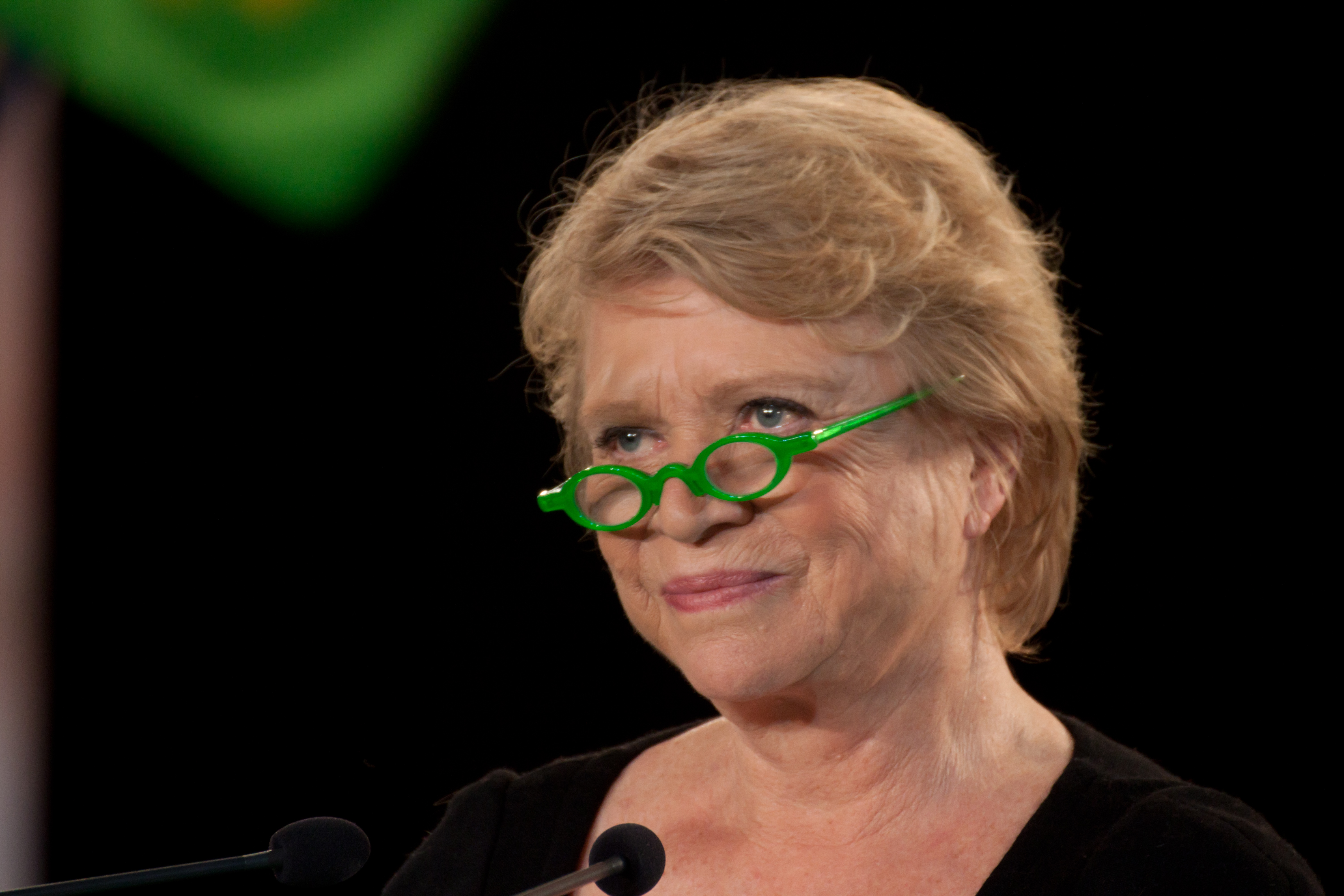
Eva Joly.
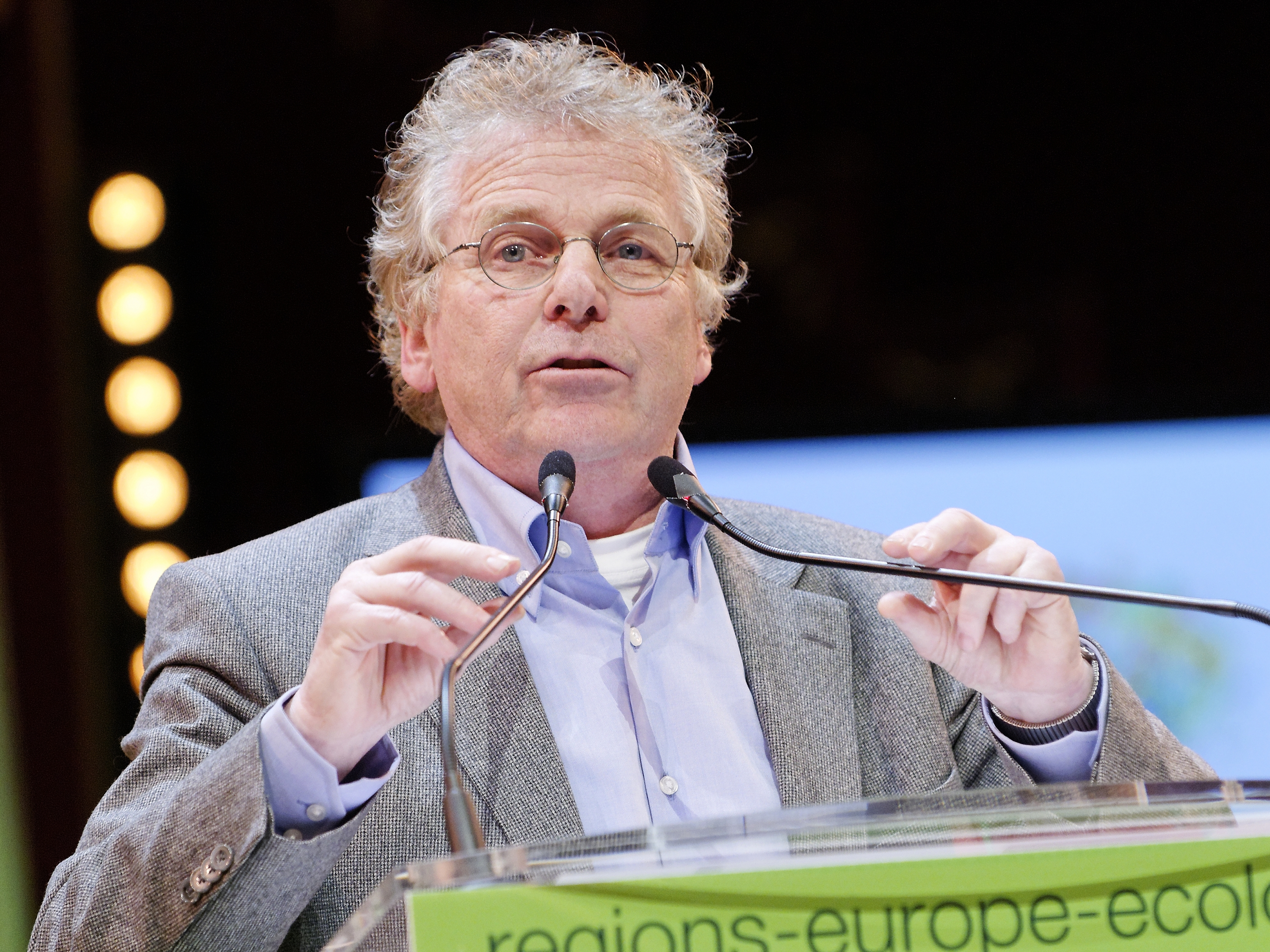
Daniel Cohn-Bendit.
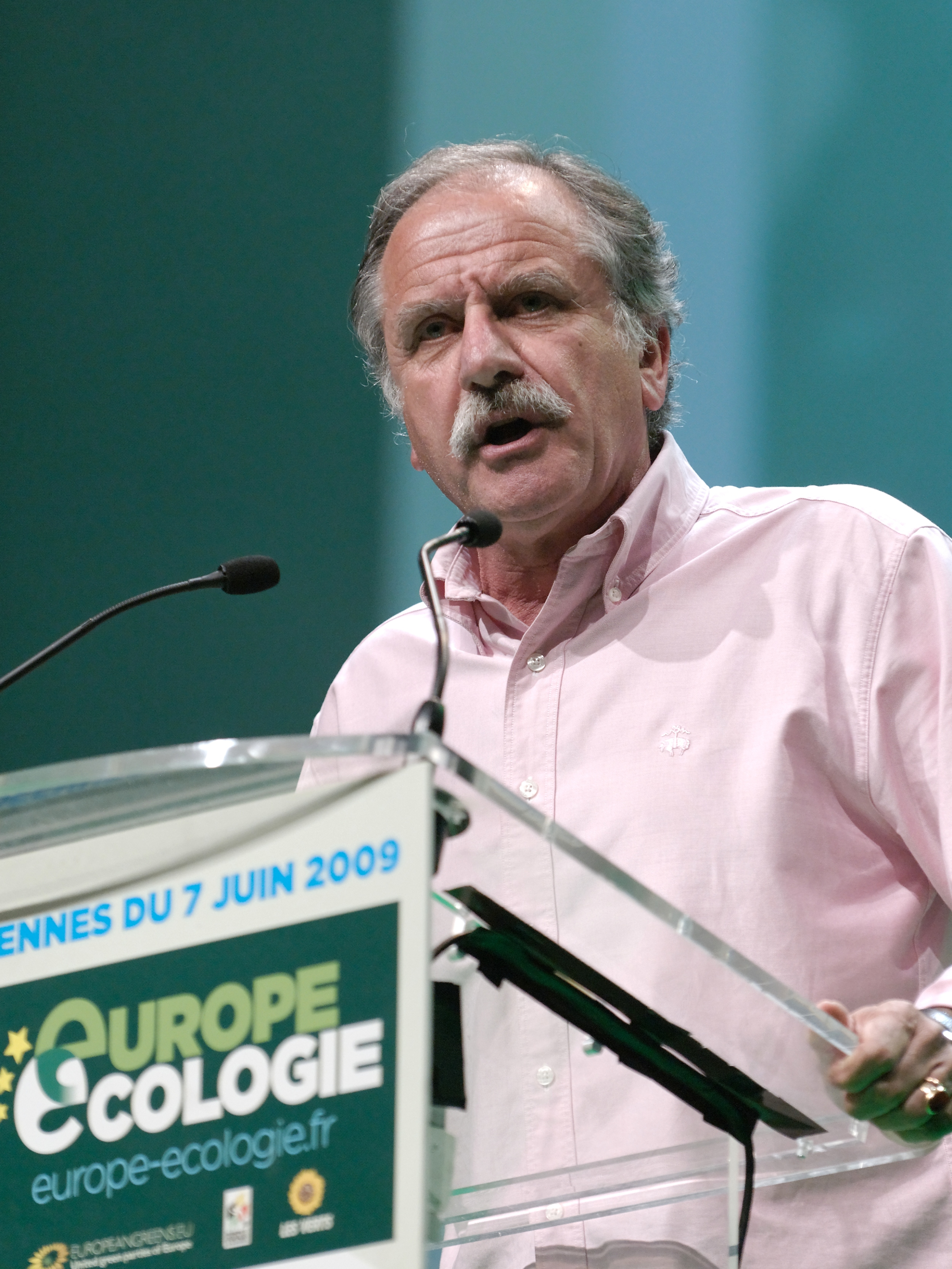
Noël Mamère.
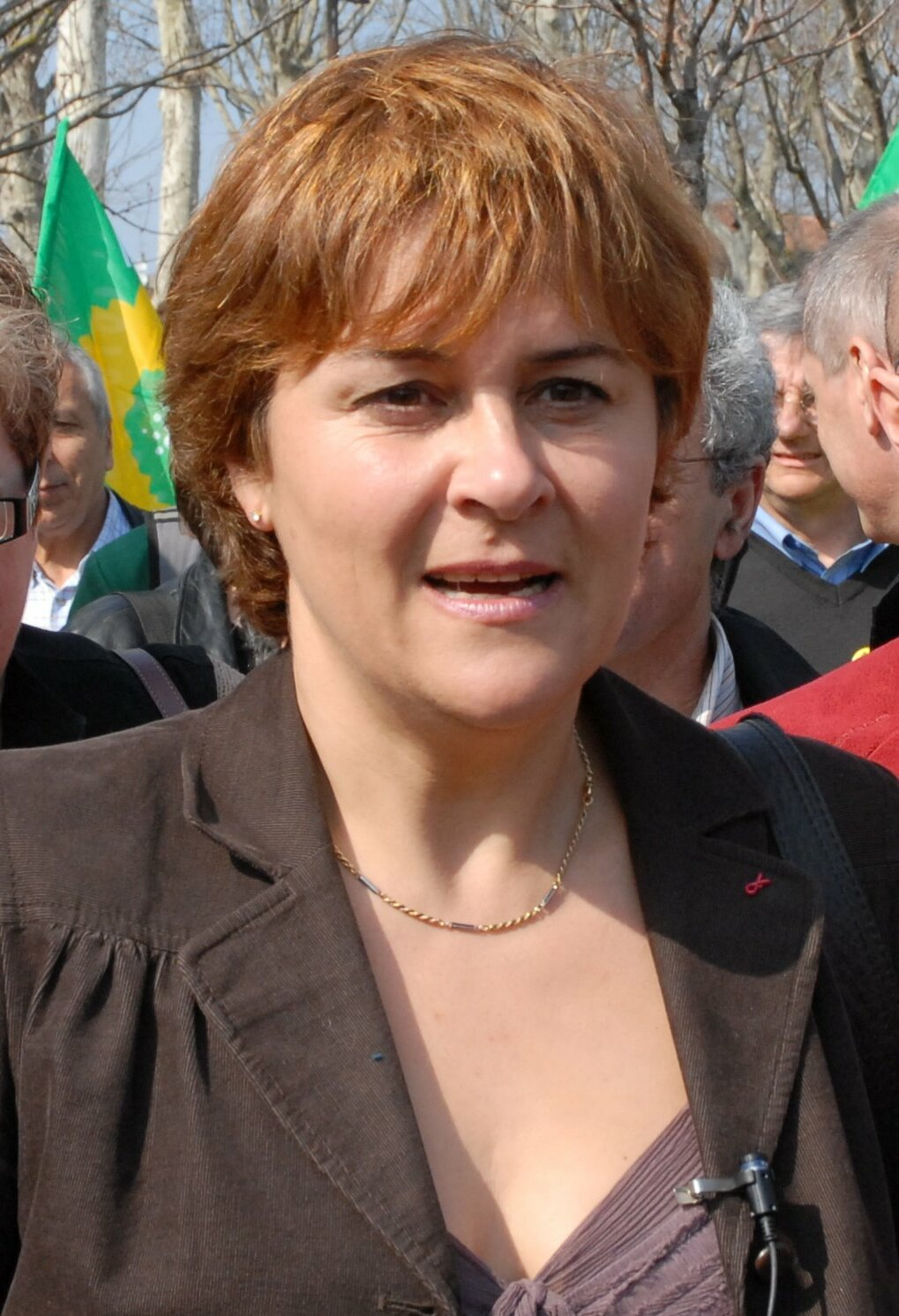
Dominique Voynet.

## Resultats electorals

### Eleccions Presidencials
| Any  | Candidat              | 1a volta  | 1a volta   | 1a volta | 2a volta | 2a volta | 2a volta | Resultat |
| Any  | Candidat              | Vots      | %          | Pos.     | Vots     | %        | Pos.     | Resultat |
| ---- | --------------------- | --------- | ---------- | -------- | -------- | -------- | -------- | -------- |
| 2012 | Eva Joly              | 828,345   | 2,31 / 100 | 6è       | N/D      | N/D      | N/D      | Derrota  |
| 2017 | Suport a Benoît Hamon | 2,291,288 | 6,36 / 100 | 5è       | N/D      | N/D      | N/D      | Derrota  |
| 2022 | Yannick Jadot         | 1,627,853 | 4,63 / 100 | 6è       | N/D      | N/D      | N/D      | Derrota  |

### Eleccions Legislatives
| Any  | Vots          | %             | Escons   | +/- |
| ---- | ------------- | ------------- | -------- | --- |
| 2012 | 1,418,264     | 5.46% (#5)    | 18 / 577 | Nou |
| 2017 | 973,527       | 4.30% (#9)    | 1 / 577  | 17  |
| 2022 | Dins de NUPES | Dins de NUPES | 27 / 577 | 26  |
| 2024 | Dins del NFP  | Dins del NFP  | 26 / 577 | 1   |

### Parlament Europeu
| Any  | Líder              | Vots      | %          | Escons  | +/− | Grup      |
| ---- | ------------------ | --------- | ---------- | ------- | --- | --------- |
| 2009 | Daniel Cohn-Bendit | 2,803,759 | 16.28 (#3) | 14 / 72 | Nou | Verds/ALE |
| 2014 | Emmanuelle Cosse   | 1,695,914 | 8.95 (#5)  | 6 / 74  | 9   | Verds/ALE |
| 2019 | Yannick Jadot      | 3,055,023 | 13.48 (#3) | 13 / 79 | 7   | Verds/ALE |
| 2024 | Marie Toussaint    | 1,348,049 | 5.47 (#6)  | 5 / 81  | 8   | Verds/ALE |